# Васіл Златарський
Васіл Ніколов Златарський (болг. Васил Николов Златарски, 14 листопада 1866, Тирново, Османська імперія — 15 грудня 1935, Софія, Болгарія) — визначний болгарський історик-медієвіст і археолог, знаменитий своєю трьохтомною працею «Історія Болгарської держави в Середні віки». Закінчив Санкт-Петербурзький університет, ректор Софійського університету.

## Біографія
Народився у сім'ї учителя Ніколы Златарчето, чільного діяча просвітницького і церковно-національного руху. Його братами були Георгій (геолог), Стефан (офіцер) і Олександр (економіст). Початкову освіту отримав у Петропавловской семінарії у Тирново. Через передчасну смерть бутька Васил перебрався до свого брата у Петербург, де у 1887 році закінчив Першу класичну гімназію. Після закінчення гімназії всупереч бажанню родичів, Васил вступив на історичний факультет Петербургского університету, де у співпраці з О. О. Васильєвим, В. І. Ламанским, В. Г. Василєвським зайнявся поглибленим вивченням болгарського середньовіччя. В 1891 році він закінчив університет, захистивши кандидатськую дисертацію на тему: «Письма Константинопольского патриарха Николая Мистика к болгарскому царю Симеону».
У 1893 році В. Златарський був направлений в Берлін для проходження спеціалізації з археології. У 1895 році він повернувся в Болгарію і з 1 жовтня 1895 року почав працювати викладачем чоловічої гімназії в Софії. Він також був відряджений як лектор у Вище училище (нині - Софійський університет). З 1 вересня 1897 року В. Златарскій стає доцентом кафедри болгарської історії Вищого училища, з 1 січня 1901 - екстраординарним професором. Після перетворення училища в Софійський університет (1904) В. Златарскій стає завідувачем кафедри болгарської історії. З 1 січня 1906 року - ординарний професор. Читав в університеті такі загальні і спеціальні курси: історія Болгарії (від заснування першого Болгарського царства до XVII століття), болгарська історіографія, джерела богомільського віровчення, візантійські хроністи як джерело з історії Болгарії, відповіді папи Миколи I на питання болгар, «Історія славяноболгарска» отця Паїсія і її джерела, положення болгар в роки турецького панування, історія Румунії, історія Сербії. Як фахівець з середньовічної болгарської історії Златарскій запрошувався для викладання в ряд вищих навчальних закладів Софії: Військову академію, Духовну семінарію, Балканський близькосхідний інститут. Був членом численних товариств та клубів. 
1906-1907 рр. і в 1919-1920 рр. був деканом історико-філологічного факультету Софійського університету. 
1913—1914 рр. і 1924—1925 рр. — ректор Софийского університету.
У 1916 році, в самий розпал Першої світової війни, професор Васил Златарський брав участь в науково-розвідувальної місії на території Македонії і Поморавіі, організованій штабом діючої армії. Свою подорож «професор поручик В. Н. Златарскій» описав в доповіді «Пътуване на професор Васил Златарски из Македония, 1916 г.» 
1921-1926 рр. - голова історико-філологічного відділення БАН.

## найважливіші роботи
- Писмата на византийския император Романа Лакапина до българския цар Симеон (1894)
- Българска история. Лекции (1902)
- Юрий Ив. Венелин и значението му за българите 1802—1902 (1902)
- Студии по българска история (1903)
- Имали ли са българите своё летоброене (1911)
- Договорът на княза Иванко, син Добротичев с генуезците 1387 (1911)
- История българите от появата им в Европа до основаването на българското царство на Балканския полуостров, Годишник на Софийския университет. Историко-филологически факултет, 10-11, 1914, с. 1-112
- Посланието на Цариградския патриарх Фотий до българския княз Борис в славянски превод (1917)
- Vasil Slatarski, Geschichte der Bulgaren I: Von der Gründung des bulgarischen Reiches bis zur Türkenzeit (679—1396) / Bulgarische Bibliothek 5, Leipzig 1918
- История на българската държава през Средните векове. Т.1 Първо българско царство. Ч.1 Епоха на хуно-българското надмощие (679—852), С. 1918, 3 изд. С. 1970, Ч.2 От славянизацията на държавата до падането на Първото царство (852—1018), С. 1927; 2 изд. С. 1971; Т. 2 България под Византийско владичество (1018—1187), С. 1934, С. 1972; Т.3 Второ българско царство. България при Асеновци (1187—1280), С. 1940, 2 изд. С. 1971—1972
- Нова политическа и социална история на България и Балканския полуостров (1921)
- Политическата роля на Софроний Врачански през Руско-турската война 1806—1812 (1925)
- Политическото положение в Северна България през XI и XII век / Известия на Българското историческо дружество, 9 (1929), с. 1-50
- Избрани съчинения в 4 тома Т.1 1972, Т. 2 1984